# N. vzal kostky
N. vzal kostky (N. a pris les dés…) je film francouzského režiséra Alaina Robbe-Grilleta z roku 1971. Navazuje na jeho předchozí snímek Eden a potom. Ve filmu jsou vystřižené scény zkombinované s těmi původními. Jedná se o alternativní variantu Edenu a potom. 

## Obsazení
| Catherine Jourdan       | Violeta  |
| Pierre Zimmer           | Duchemin |
| Juraj Kukura            | Boris    |
| Jarmila Koleničová      | Soňa     |
| Richard Leduc           |          |
| Catherine Robbe-Grillet |          |